# Jaime Torres
Jaime Torres (San Miguel de Tucumán, 21 de septiembre de 1938-Buenos Aires, 24 de diciembre de 2018) fue un destacado músico folclórico argentino, hijo de inmigrantes bolivianos, que tuvo gran repercusión mundial por su gran destreza con el charango.
En 1974, junto con su banda, participó en el show de apertura del campeonato mundial de fútbol en Alemania. Un año después, organizó un encuentro local de instrumentalistas regionales, evento al que bautizó como Tantanakuy (vocablo quechua para denotar "encuentro entre semejantes"), repitiendo el mismo encuentro hasta 2015 y de manera paralela, desde 1980, continuó la misma experiencia con niños y adolescentes al que apodó "Tantanakuy Infantil y Juvenil". 
En 1988 compuso la música para la película La deuda interna.
Tocó en toda clase de escenarios con idéntico fervor y dignidad, su extensa actuación abarca desde los modestos escenarios del Tantanakuy, (las calles de los pueblos, al pie de monumentos o bajo centenarios árboles), hasta el prestigioso Teatro Colón de Buenos Aires, pasando por la Filarmónica de Berlín, la Sala octubre de Leningrado y el Lincoln Center.
Su primera gira por Europa, fue en 1967, tocó en Stuttgart, (Liederhalle); Düsseldorf, (Rheinhalle); Braunschweig, (Beethovenhalle); Berlín, (Neue Philarmonie); Hamburgo, (Musikhalle); Róterdam, (Concertgebow) y Bruselas, (Palais de Beaux Arts).

## Trayectoria

### Años 1960
Tuvo destacadísima actuación en la grabación original de la Misa Criolla de Ariel Ramírez, en 1964, y la posterior gira europea de presentación. En 1967, junto a la Compañía de Folklore Ariel Ramírez, fue convocado para el evento de presentación en el Teatro Ópera, de la película institucional Crónica para un futuro de la empresa Fiat Concord.

### Años 1970
Viajó en 1970 a los EE. UU. actuando en Washington, invitado por la OEA. Al año siguiente regresó a ese país para presentarse en Washington, Nueva York y Los Ángeles. De ahí prosiguió su gira por Canadá, México. A su regreso ofreció recitales en Brasil, Perú, Bolivia, Chile, Paraguay y Uruguay.
En 1972 intervino con su conjunto, en las películas "Argentinísima I y II"; Se presentó en el teatro Colón de Buenos Aires; realizó una gira por España, Francia, Alemania y Suiza, países a los que frecuentemente volvió.
Participó, en 1974, con su conjunto, en la ceremonia de apertura del Campeonato Mundial de Fútbol, disputado ese año en Alemania. También todos los años, desde 1975, organizó en Humahuaca, provincia de Jujuy, un encuentro de instrumentistas andinos no profesionales, reivindicando para sus protagonistas (labriegos, pastores, mineros y alfareros), la música del altiplano.
Al “Tantanakuy” (“encuentro” en quechua) también concurren artistas profesionales que participan gratis de esta asamblea musical en la que tampoco se cobra entrada.

### Años 1980
Desde 1980, por su iniciativa, se realizó, en octubre, el "Tantanakuy Infantil" en el que intervienen alrededor de quinientos niños en edad escolar. Ese mismo año tomo parte en una gira por Israel con Ariel Ramírez y el Cuarteto de los Andes. Entre las actuaciones visitó lugares santos, incluso la Basílica de la Anunciación en Nazaret donde ejecutaron la pieza homónima de la Navidad Nuestra de Ramirez y Luna.
Al comenzar 1987, sufrió un grave accidente automovilístico en Humahuaca, cuando iba a dirigir los ensayos, para la presentación en Cosquín, del recital ofrecido en el Monte Sion, Israel. Después de su recuperación, realizó, como en años anteriores, una nueva gira por Europa. Recibió el premio SADAIC a los Grandes Intérpretes de Música Popular.
Sobre el final de la temporada artística 1987 del teatro Colón de Buenos Aires, su obra Caminos en la Puna fue incluida en el "pas de deux" Fragmentos de una biografía, de autores argentinos, con coreografía de Vladimir Vassiliev e interpretada por este y Yekaterina Maximova.
Israel y Venezuela supieron, en 1988, de la presencia de Torres. En dicho año la película La deuda interna, cuya música compuso y dirigió Torres, obtuvo el Oso de Plata en el XXXVIII Festival Internacional de Cine de Berlín y, además fue postulada para el "Óscar", representando a Argentina. En ese año, en Milagros, provincia de La Rioja, a la Escuela de Enseñanza Artística de esa localidad se le puso el nombre de Jaime Torres, que fue elegido por los docentes, alumnos y habitantes del lugar, como un reconocimiento a las virtudes de este músico que es un ser excepcional y un verdadero artista y maestro.
Durante 1989 realizó una serie de actuaciones en España y Portugal, junto con Hernán Gamboa y Gerardo Núñez. Al año siguiente, se presentó, con el Tata Cedrón en París y el interior de Francia y con Eduardo Falú, en Londres. En el intermedio estrenó en el teatro Ópera de Buenos Aires su ópera Suite en Concierto, con arreglos de Gerardo Gandini, siendo intérprete solista junto con la Camerata Bariloche.

### Años 1990
En el transcurso de 1991, se presentó de nuevo en gira, por Japón, grabando para la cadena de TV NHK, un espectáculo de dos horas de duración. Y ya en el país, actuó en el Teatro Colón de Buenos Aires, con la Camerata Bariloche, interpretando, como solista, su obra Suite en Concierto.
Al comenzar 1992 obtuvo en Mar del Plata la Estrella de Mar, luego realizó una gira por distintas ciudades de Australia, culminó la misma con su presentación en el Melbourne International Festival of Arts. Encabezando su propia compañía, en 1993, hizo una gira por el Sudeste Asiático, actuando, entre otros lugares, en Singapur e Indonesia y al finalizar ese año participó, como solista con la Orquesta Filarmónica de Buenos Aires en el concierto de cierre de temporada del teatro Colón. En 1994, con la Camerata Bariloche, actúa como solista en el Teatro Colón de Buenos Aires, y con su compañía volvió al sudeste asiático, ofreciendo una serie de recitales en Singapur y Kuala Lumpur.
Por especial encargo, tuvo bajo su responsabilidad el segmento artístico inicial de la Ceremonia de Apertura de los XII Juegos Deportivos Panamericanos, llevados a cabo en Mar del Plata en 1995.
Recibió, en 1995, el Premio Konex de Platino como mejor instrumentista de música popular Argentina, en dicho acto también le es entregado el Premio Konex a la Asociación Tantanakuy, de la que fue creador y fundador.
En 1995 también celebró los cincuenta años de vida musical, aunque su relación con la música viene de mucho más allá, "desde el útero de su madre", donde fue concebido charanguero.
Al año siguiente, obtuvo el Premio Lobo de Mar a la Cultura y en 1997, el Premio San Juan Bautista, a la trayectoria y además es nombrado, por el gobierno de la provincia de Jujuy, Ciudadano Ilustre de dicha provincia.

### Años 2000
En 2013 fue declarado Ciudadano Ilustre de la Ciudad Autónoma de Buenos Aires por la Legislatura de la Ciudad de Buenos Aires. En 2015, la Fundación Konex le otorgó la Mención Especial a la Trayectoria por su invaluable aporte a la música popular argentina. 
Desde 2020, y a través de la Ley N.° 6348 sancionada por la Legislatura de la Ciudad de Buenos Aires, todos los 21 de septiembre se celebra en Argentina el "Día del charanguista" en homenaje a su nacimiento, por ser considerado el charanguista con mayor influencia en el país y uno de los principales exponentes del charango en el mundo.

## Discografía
- Virtuosismo en charango, Philips 82075 (1964)
- Aplausos para un charango, Philips 82162 (1967)
- Taquirari (1968)
- Norte arriba (1969)
- De antiguas razas (1979)
- Charango y cuatro (1986) (Jaime Torres junto a Hernán Gamboa)
- Charango, Sonkko, America (1991)
- Chaypi (1993) (Jaime Torres junto a Eduardo Lagos)
- Amauta (1995)
- El del Charango (2000)
- Música en el Salón Blanco (DVD junto al Tata Cedrón en la Casa Rosada) (2003)
- Electroplano (2007)
- Altiplano, (Jaime Torres junto a Malik y Garay) (2008)
- Pa' escuchar y Bailar (2011)

### Recopilatorios
- Amauta (1995)
- Recorriendo el altiplano (1997)

## Filmografía
Intérprete
Argentinísima (1972) dir. Fernando Ayala y Enrique Olivera
El Charanguero (video) (1993) dir. Jeffrey Briggs